# Leptogorgia dakarensis
Leptogorgia dakarensis är en korallart som beskrevs av Stiasny 1939. Leptogorgia dakarensis ingår i släktet Leptogorgia och familjen Gorgoniidae. Inga underarter finns listade i Catalogue of Life.